# Ragnvald Knaphövde
Ragnvald Knaphövde var konge af Sverige i 1125–1126 og bliver bare nævnt i vestgøtalovens kongeliste. Hans forældre er ukendt, men det har været antydet at han kan have været en søn af en Olof Näskonung eller Inge den ældre, men han var uanset i slægt med den stenkilske ætten eller med de gamle kongene fra Uppsala for at kunne blive valgt til konge.
Med kong Inge den yngres død i begyndelsen af 1120'erne gik Sverige ind i en urolig æra. Det historiske kildegrundlag for perioden er mager, men en af de navngivne personer er kong Ragnvald Knaphövde. I midten af 1120'erne blev han valgt til konge af uppsveaerne og østgøtene. Vestgøtene havde på den anden side valgt den danske prins Magnus den Stærke som deres konge.
Da Ragnvald var valgt til konge ved Mora Sten gik han i gang med den obligatoriske rejse rundt i Sverige, den såkaldte "Eriksgata", for at blive accepteret som konge af de lokale ting. Da han kom til Vestergøtaland, men uden at sikre gidsler i henhold til gammel skik blev han angrebet af lagmanden (ca = landsdommeren) og bønderne og dræbt ved Karleby nær den nuværende Falköping i 1126.
Tilnavnet knaphövde kommer af at Ragnvald skulle have haft en meget lille, rundt hoved.
Hans datter Ingrid Ragnvaldsdatter (død en gang efter 1161) giftede sig med kong Harald Gille, konge af Norge i tiden 1130–1136, og hun fødte ham Inge Haraldsson, også kaldet for Inge Krokrygg (1135–1161).
| Ragnvald KnaphövdeStenkilska huset Død: 1126 |                            |                                  |
| Titler som regent                            |                            |                                  |
| Foregående: Inge den yngre                   | Konge af Sverige 1125–1126 | Efterfølgende: Magnus den Stærke |